# مهدیه (شوشتر)
مهدیه (شوشتر)، روستایی از توابع بخش مرکزی شهرستان شوشتر در استان خوزستان ایران است.

## جمعیت
این روستا در دهستان میان‌آب قرار دارد و براساس سرشماری مرکز آمار ایران در سال ۱۳۸۵، جمعیت آن ۸۰ نفر (۹خانوار) بوده‌است.

## دلیل نامگذاری
به دلیل ساکن شدن سادات مهدوی در این مکان به نام جد آنها سید مهدی نام گذاری شده است.